# Georges-Émile Lapalme
Georges-Émile Lapalme, né le 14 janvier 1907 à Montréal et mort dans la même ville le 5 février 1985, est un avocat et homme politique québécois.
Il est député de Joliette—L'Assomption—Montcalm à la Chambre des communes du Canada de 1945 à 1950, chef du Parti libéral du Québec de 1950 à 1958, député de Montréal-Outremont à l'Assemblée législative du Québec de 1953 à 1966 et ministre dans le gouvernement Lesage de 1960 à 1964, notamment ministre fondateur du ministère des Affaires culturelles. Il est aussi le tout premier vice-premier ministre du Québec de 1960 à 1964.

## Biographie

### Les années de formation
Georges-Émile Lapalme naît le 14 janvier 1907 à Montréal. Fils d'Euclide Lapalme, manufacturier, et de Valéda Bazinet, Lapalme passe la première partie de son enfance à Saint-Esprit de Montcalm, où son père a construit en 1909 une manufacture de tabac à pipe. En août 1914, la famille s'installe à Joliette. Lapalme y complète ses études primaires et poursuit, à compter de 1918, le cours classique au séminaire de Joliette chez les Clercs de Saint-Viateur. Il commence à lire quotidiennement le journal Le Devoir auquel son père est abonné. Il lit avidement tout ce qui concerne la Première Guerre mondiale. Par ailleurs, son père lui achète un premier livre, Le Pauvre Blaise de la comtesse de Ségur, qui est pour lui « le premier maillon d'une longue chaine qui ne s'est jamais brisée ».
Grâce à un ami de son père vivant à Paris qui lui expédie des publications françaises, Lapalme s’y plonge, notamment dans L'Action française. Pendant son cours classique, il s'adonne aussi à des activités littéraires et prononce des conférences. Bachelier ès-arts en juin 1924, il commence la même année ses études de droit à l'Université de Montréal. Il s’implique dans le journal étudiant Le Quartier latin,. Il lit beaucoup de littérature française contemporaine, dont des morceaux choisis de Marcel Proust,. En 1928, il découvre l’essai L'Avenir du peuple canadien-français d'Edmond de Nevers, originellement publié en 1900. Cet essai, qui insiste sur l'importance de la culture canadienne-française et la langue française, le marquera durablement,.

### Pratique du droit

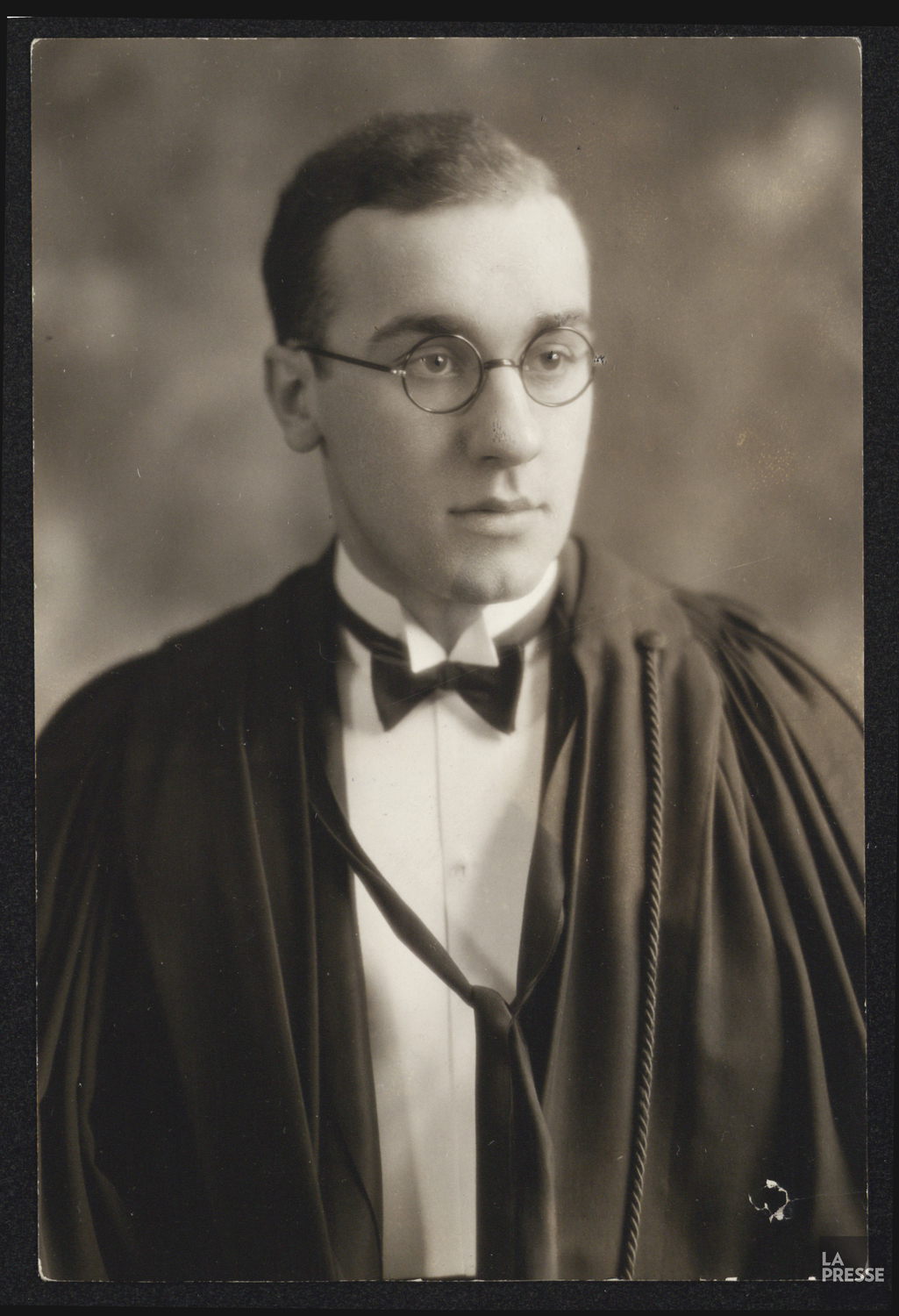
Georges-Émile Lapalme en 1929.

Admis au Barreau du Québec le 10 janvier 1929, Lapalme débute la pratique à Joliette la même année, d’abord seul, puis à compter de 1939 en association avec Charles-Édouard Ferland. Il agit pour la défense dans plusieurs procès criminels. Pendant plusieurs années, sa pratique professionnelle est peu rémunératrice vu la concurrence de nombreux avocats à Joliette et les dures conditions économiques de la Grande Dépression. Un voyage en Ontario en 1930 donne à Lapalme une vue de « l’énorme avance que cette province avait prise sur la nôtre ».
Sa situation professionnelle le permettant, il épouse Maria Langlois le 22 juillet 1935 à Montréal,. Il l'avait rencontrée en 1927. Le couple, qui vit à Joliette, puis à Montréal, aura sept enfants, André, Mireille, Michel, Odette, Guy, Pierre et Roger.

### Premiers engagements politiques
L'engagement politique de Lapalme débute tôt, même s'il fluctue en intensité selon l'évolution de la conjoncture politique fédérale et provinciale. Pendant les vacances d'été de 1926, il suit très attentivement la campagne en vue des élections fédérales du 14 septembre et il confesse que « cet été-là, je fus ardemment libéral ». À l'occasion des élections québécoises de 1927, il appuie le candidat libéral Lucien Dugas, un ancien professeur, qu'il accompagne aussi dans certaines de ses sorties électorales. Cependant, Lapalme écrit de cette époque : « je constate que je ne suis pas un homme politisé ». Il participe aux élections québécoises du 24 août 1931 comme simple militant libéral. En 1934, il résiste aux invitations à se joindre à l'Action libérale nationale, nouveau parti politique formé par des libéraux dissidents avec à leur tête Paul Gouin.
Lapalme assiste son associé Ferland pendant la campagne des élections fédérales du 14 octobre 1935 et participe aussi aux élections québécoises du 25 novembre de la même année. Cependant, le temps consacré aux deux campagnes électorales le laisse en posture professionnelle difficile, encore que la notoriété résultant de ses activités politiques lui amène des clients.
En 1936, Lapalme refuse de s'impliquer dans la campagne en vue des élections du 17 août. Il invoque « une incapacité totale de défendre le gouvernement [libéral] et ses actes », sans militer pour l'opposition, l'Union nationale dirigée par Maurice Duplessis. Les années qui suivent sont consacrées à la pratique du droit et Lapalme vit « totalement en marge de la politique », tout en la suivant de loin. C’est une période durant laquelle il « commence à mépriser Maurice Duplessis ».
En vue des élections déclenchées par Duplessis pour le 25 octobre 1939, Lapalme est pressenti pour appuyer le candidat libéral dans Joliette. Il se limite à quelques discours dans le comité voisin de Montcalm. Toutefois, il participe plus activement à la campagne de son associé Ferland en vue des élections fédérales du 26 mars 1940.
Par-delà la politique au Québec et au Canada, Lapalme, témoin consterné de la chute de la France en juin 1940, prend rapidement parti : « [...] je ne me tais pas au sujet de l'option que je pris : je suis un gaulliste de la première heure ».
Pendant les années de la Seconde Guerre mondiale, Lapalme s'engage dans des activités qui concourent à la formation de sa pensée politique. Ainsi, en 1943, nommé par le conseil municipal à titre de représentant patronal à un comité d'arbitrage dans la grève des employés de Joliette, Lapalme favorise les employés, comme les deux autres arbitres. Cette expérience, de même que la participation à des réunions organisées par les syndicats catholiques, élargit sa vision de la société : « Ce conflit me fit voir les choses de près et je dois avouer qu'à compter de ce moment, je fis table rase de mes vieilles croyances en la matière ». Les invitations à prononcer des conférences émanant de différents groupes l'aident à articuler sa pensée politique.
En 1944, Lapalme, dans le comté de Montcalm, appuie le candidat libéral aux élections québécoises du 8 août. Il reconnait au gouvernement libéral d'Adélard Godbout deux réalisations porteuses d'avenir : la création d'Hydro-Québec et l'instruction obligatoire jusqu'à 14 ans. L'Union nationale remporte les élections, et Duplessis entame son règne de 15 ans comme premier ministre du Québec.

### Carrière politique
Les incursions intermittentes de Lapalme en politique depuis la fin des années 1920 le conduisent finalement à la carrière politique à plein temps à compter de 1945.

#### Député au Parlement du Canada
En 1944, Lapalme est approché par des militants libéraux comme candidat possible aux prochaines élections fédérales. Il décline, mais finit par se raviser. En raison de l'ambition d'un autre candidat possible, il devra mener une forte bataille pour conquérir l’investiture libérale lorsque le député Ferland est nommé au Sénat en 1945.
Le 11 juin 1945, Lapalme est élu député fédéral avec une majorité de plus de 2 250 votes, dans le comté de Joliette—L'Assomption—Montcalm, en triomphant de Paul Brien, un candidat appuyé par l'Union nationale et son député provincial de Joliette, le ministre du Travail Antonio Barrette. Cette victoire marque le début d'une vive opposition entre Lapalme et Barrette,.

##### Une expérience difficile
Lapalme, député d'arrière-banc, vit difficilement l'expérience du Parlement fédéral. Comme il l'écrit dans ses mémoires : « Dans cette cathédrale anglicane qui nous sert de parlement fédéral, j'éprouvais physiquement et intellectuellement la difficulté d'être Canadien-français ». Il se trouve désagréablement confronté à un fonctionnarisme « recruté dans le monde des amitiés et des relations anglo-saxonnes » et en plus « nos vies se déroulaient en anglais » . Lors de sa première intervention à la Chambre des communes, le 27 novembre 1945, Lapalme plaide en faveur non seulement de l'industrie du tabac, très importante dans la région qu'il représente, mais aussi pour la classe ouvrière car, dit-il, « au moment où le pays vient d'affirmer, d'une façon éclatante, sa foi en la paix dans la même mesure qu'il l'a fait à l'égard de la guerre, j'estime que les questions sociales passent au premier plan de l'actualité ».

##### Un député différent et de plus en plus visible et réputé

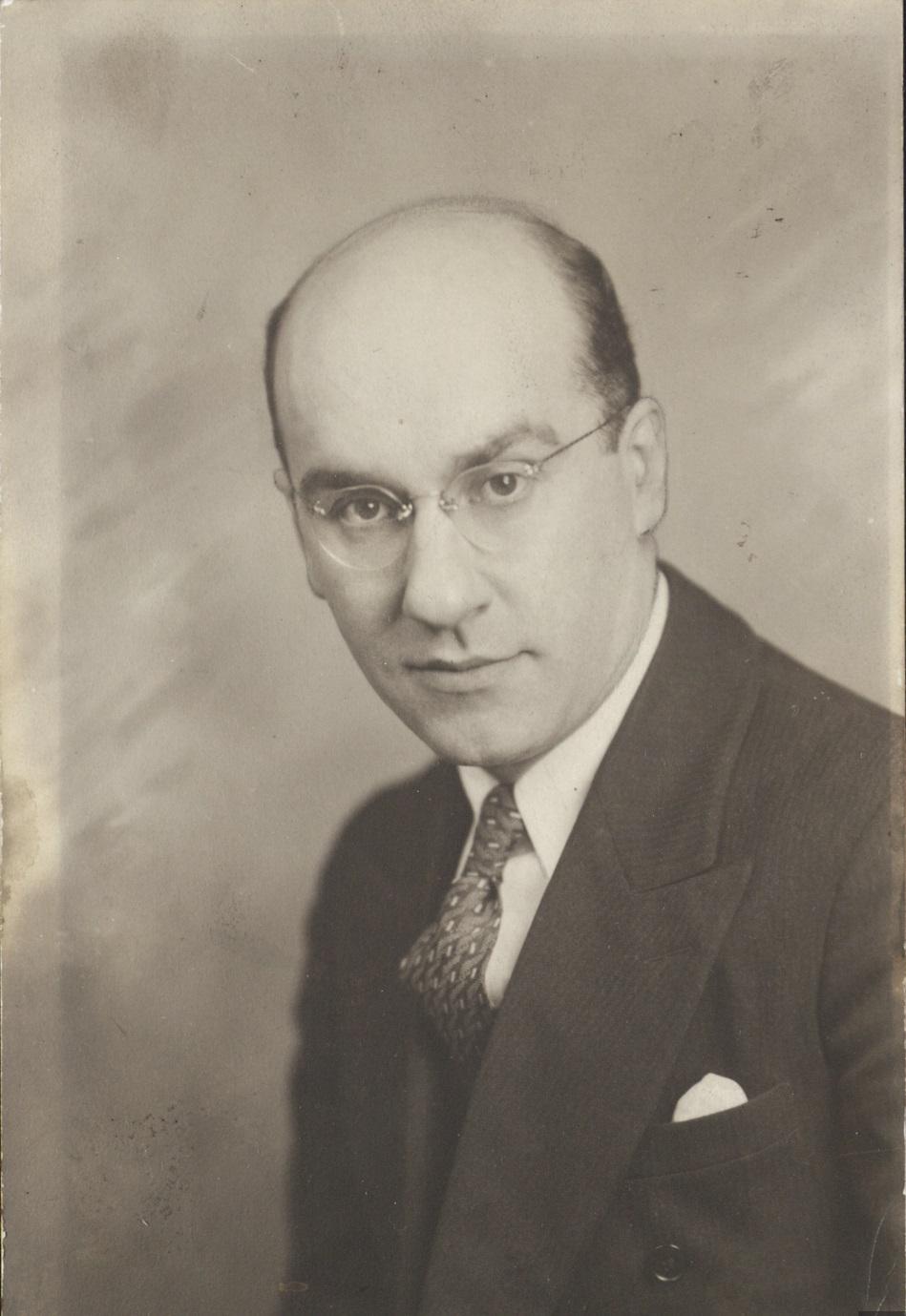
Georges-Émile Lapalme, alors qu'il était député fédéral, en 1945.

Sans jamais devenir ministre du gouvernement fédéral, le simple député Georges-Émile Lapalme fait néanmoins sa marque, différemment de ses homologues, par plusieurs actions à l’extérieur de la Chambre. De telles actions développent non seulement sa visibilité politique, mais aussi sa réputation d'homme politique réfléchi et novateur.
En 1946, il crée une association regroupant les partisans libéraux de la région de Lanaudière. Dans ce cadre, il invite les membres à des conférences mensuelles de personnages politiques de marque. Lapalme lui-même y sera plusieurs fois conférencier,. Aussi, il prononce très fréquemment des causeries traitant de politique tant canadienne que québécoise sur les ondes de Radio-Canada ou de diffuseurs privés. Le 26 octobre 1947, il participe à Joliette comme le premier organisateur, aux célébrations du 60e anniversaire de l'accession de Wilfrid Laurier à la direction du Parti libéral du Canada.
Autre initiative, plus originale que les conférences et causeries, Lapalme avec deux associés fonde un journal et lance, le 3 décembre 1947, le premier numéro de l'hebdomadaire Joliette-Journal. Il en prend la direction politique et littéraire. Il y publie à chaque semaine une chronique sur « La politique canadienne » et une autre, aussi étonnant cela soit-il de la part d'un homme politique, sur des sujets littéraires. Plusieurs de ses articles sont reproduits dans différents journaux d'allégeance libérale. Il attaque souvent les politiques du gouvernement de l'Union nationale,.
En juin 1948, il participe très activement aux élections québécoises du 28 juillet en prononçant de nombreux discours. Le 4 juillet, à Joliette, le premier ministre Duplessis enjoint à Lapalme de ne pas se mêler de l'élection provinciale en sa qualité de député fédéral. Lapalme réplique que le ministre provincial Barrette s'est bien mêlé de l'élection fédérale de 1945 quand il fut élu député pour la première fois. Les élections se soldent cette fois par une brutale défaite pour le Parti libéral, qui ne fait élire que huit députés et qui voit son chef, Godbout, perdre dans son propre comté et donc mettre en cause son statut de chef,. À la fin de cette même année, à Montréal, Lapalme prend la parole à une importante assemblée publique de cinq députés fédéraux libéraux du Québec, largement radiodiffusée, au cours de laquelle il demande notamment le rapatriement de la Constitution canadienne.

##### Une notoriété croissante
Toujours confiné au rôle de simple député fédéral d'arrière-ban, même par le nouveau premier ministre, Louis St-Laurent, Lapalme continue de gagner en notoriété politique. En vue des élections fédérales de 1949, 26 des articles politiques publiés par Lapalme dans Joliette-Journal sont réunis dans une brochure intitulée La Politique canadienne. Cette brochure est tirée à 100 000 exemplaires et très largement diffusée au Québec par l'organisation du Parti libéral fédéral, ce qui accroit la réputation de leur auteur,,. Il prononce de multiples causeries largement diffusées par la radio. Lors de ces élections, malgré une brève tentation de ne pas se représenter, Lapalme mène une campagne électorale très active sillonnant son vaste comté et tenant des assemblées tous les soirs en plus de prononcer des causeries radiophoniques. Le 27 juin, il est réélu au Parlement fédéral avec une majorité de plus de 5 300 votes, après une campagne électorale où le ministre Barrette et les députés unionistes de la région font campagne pour le candidat conservateur.
Sa réélection triomphale, ses conférences radiophoniques multipliées, ses articles dans Joliette-Journal, sa brochure La Politique canadienne, l'animation politique permanente des militants par le biais de son association de comté, ses discours prônant l'indépendance du Canada par rapport au Royaume-Uni, sa critique du gouvernement de l'Union nationale, l'opposition de plus en plus vive que lui fait le premier ministre Duplessis sont tous des facteurs qui se conjuguent pour faire de Lapalme une étoile montante de la vie politique au Québec. Comme le Parti libéral du Québec est décapité et en ruine, on évoque de plus en plus ici et là au Québec l'idée que Lapalme en devienne le chef. Ainsi, en rappelant un banquet offert à Lapalme, le Joliette-Journal titre en première page : « Chef provincial? Le comté fédéral acclame le futur chef provincial des libéraux ». En effet, après les élections fédérales, des libéraux influents proposent à Lapalme de se porter candidat à la chefferie du Parti libéral du Québec. Dans les rangs libéraux, l'idée fait son chemin et de plus en plus de gens l'expriment. Malgré des hésitations, Lapalme ne dément pas publiquement l'idée de sa candidature à la direction du parti. Progressivement, il se laisse lui-même gagner par la perspective de sa candidature,.

##### Vers la direction du Parti libéral du Québec
En campagne depuis le début de l'année, Lapalme se porte officiellement candidat le 26 mars 1950. Il sillonne toutes les régions du Québec. Le fort appui des députés libéraux fédéraux inquiète l'aile plus autonomiste du parti et le rend plus vulnérable devant Duplessis. Lapalme se prononce pour l'autonomie complète du parti provincial. Par ailleurs, inspiré par le thème de la justice sociale, il propose l'adoption d'un code du travail reconnaissant la liberté syndicale pour tous, la parité salariale avec les travailleurs de l'Ontario, de meilleures mesures de sécurité sociale ainsi qu'un système d'assurance-santé publique, ces idées indisposant toutes des libéraux aux tendances très conservatrices mais sont présentes dans le programme du Parti libéral pour les élections de 1948, qu'il continuera de mettre en valeur une fois devenu chef,.
Le 20 mai 1950, Lapalme est élu chef du Parti libéral du Québec à l'unanimité après le retrait des deux autres candidats. Sans délai, il annonce sa décision de créer une association libérale provinciale et un secrétariat à Montréal distinct du secrétariat des libéraux fédéraux. Quelques jours plus tard, Duplessis offre à Lapalme de le laisser élire sans opposition dans un comté détenu par un député libéral, qui laisserait son siège. Lapalme refuse et défie le premier ministre de déclencher des élections générales.
Le 23 juin 1950, Lapalme démissionne comme député au Parlement fédéral. Il quitte Ottawa avec la tâche et l'ambition de « bâtir un parti politique capable d'être un phare dans l'État du Québec ».

#### Chef du Parti libéral du Québec, chef de l'opposition officielle à Québec: les années 1950 de Lapalme
La décennie que voit Lapalme entre son élection à la tête des libéraux le 20 mai 1950 et la victoire des libéraux sous Jean Lesage aux élections du 22 juin 1960 peut se partager en deux périodes au cours desquelles, pendant huit années, il fut chef du Parti libéral.

##### 1950-1953: reconstruction du Parti libéral du Québec
Jusqu'à son élection comme député d'Outremont en 1953, Lapalme se consacre à la reconstruction de son parti tout en critiquant et en combattant le régime du premier ministre Duplessis. Cette tâche de reconstruction se déploie en trois volets.
Tout d'abord, Lapalme veut doter son parti d'une infrastructure administrative et politique autonome. Au plan administratif et pour faire suite à une annonce du 21 juin 1950, il ouvre à Montréal à l'automne suivant une permanence distincte du bureau du parti fédéral. Il recrute des collaborateurs réformistes en matière politique et autonomistes en matière d'organisation. Au plan de l'autonomie politique du parti, son objectif majeur est de mettre en place des associations de militants dans chaque comté, selon sa propre expérience, et de les réunir dans une association provinciale. Il s'en explique dans un discours prononcé le 12 octobre 1952 : « Je voulais une organisation qui fût capable de discuter et de penser, d'être démocratique tout en ne rejetant pas un certain intellectualisme politique. Elle devait être le parti et son état-major. La stratégie venant d'elle, la tactique serait laissée aux députés en chambre [...] Une nécessité aveuglante s'imposait : le chef et ses lieutenants parleraient le langage du parti. Jusque-là, le parti avait parlé le langage du chef ». Le projet réussit puisqu’à la fin de 1955 nait la Fédération libérale du Québec.
Ensuite, Lapalme renforce considérablement la présence de son parti sur la scène politique québécoise, pour renouveler l'engagement et la motivation des partisans et pour en conquérir de nouveaux. Dès son élection à la tête du parti, Lapalme entreprend une tournée de tous les comtés. Il en visitera 90. Il y aura aussi des assemblées régionales. À compter de la fin de novembre 1950, il commence une série de 80 causeries hebdomadaires, qu'il rédige lui-même et qui sont diffusées par un réseau de 22 postes radiophoniques privés dans les différentes régions du Québec,. La campagne électorale de 1952 ajoute à la présence du chef et du parti sur le terrain. À l'été 1953, lors de l'élection partielle de Montréal-Outremont, il prononce des causeries très soignées sur les enjeux démocratiques fondamentaux de cette partielle. Orateur chevronné, il utilise la radio pour positionner son parti.
Le troisième volet de la reconstruction du parti est la mise à jour de son programme. Lapalme critique sans merci le gouvernement Duplessis pour son conservatisme arriéré, sa mauvaise gestion financière et fiscale, ses pratiques électorales douteuses, une exploitation des ressources naturelles qui enrichit les étrangers plutôt que la population québécoise, les retards en éducation et un commerce des alcools qui profite surtout à l'Union nationale. En contrepartie, Lapalme propose une politique de justice sociale (« être libéral, c'est être socialement juste »), un code du travail qui soit équitable pour les syndicats et la classe ouvrière, un meilleur système de prêts à l'agriculture, une administration saine de la justice, des réformes en éducation, la transformation au Québec des ressources naturelles. Ce programme est développé rapidement dans le sillage de l’élection de Lapalme comme chef du Parti libéral dans des discours importants prononcés le 29 juin et le 4 novembre 1950. Cependant, le thème de la « justice sociale » irrite plusieurs membres influents du Parti libéral, qui les jugent trop radicaux, et inquiète les responsables de la levée de fonds qui craignent que la volonté de Lapalme de faire adopter un code du travail plus équitable pour les syndicats n'effarouche le patronat et les groupes sociaux bien nantis, dont le soutien financier est pourtant nécessaire au parti.
L'un des enjeux entourant la candidature de Lapalme à la direction du Parti libéral était de démontrer sa capacité de s'affranchir de la tutelle des libéraux fédéraux. L'occasion lui est donnée dès le début de 1951. Il s'oppose publiquement au premier ministre, Louis St-Laurent qui, dans un discours à la Chambre des communes, le 26 février 1951, approuve la vente à bon compte à des entreprises étrangères par le gouvernement Duplessis du minerai de fer de l'Ungava, au nord du Québec, au lieu de prendre les moyens de le transformer au Québec même. Ce conflit entre libéraux montre comment les libéraux québécois sont désormais indépendants des fédéraux,.
Lors des élections du 16 juillet 1952, malgré tout ce travail et un programme électoral proposant de multiples réformes, Lapalme est doublement défait comme candidat au poste de député et par le ministre Antonio Barrette dans le comté de Joliette et comme aspirant premier ministre par la victoire du gouvernement de l'Union nationale, qui est reporté au pouvoir. Ce dernier parti a recouru à des pratiques électorales peu honnêtes. Lapalme, malgré sa double défaite, réussit tout de même à tripler la députation libérale de 8 à 23 et à accroit de 10 % sa part du vote. Il offre sa démission, mais elle est refusée. Par ailleurs, le décès subit le soir même des élections du député libéral Henri Groulx, dans le comté de Montréal-Outremont, offre une possibilité imprévue à Lapalme de s'y porter candidat.

##### 1953-1960: chef de l'opposition officielle à l'Assemblée législative
Le 9 juillet 1953, Lapalme est élu député de Montréal-Outremont lors d'une élection partielle, malgré des manœuvres très considérables et d'une légalité douteuse de l'Union nationale pour le faire perdre. Il est assermenté le 13 août et prend son siège de député et de chef de l'opposition à l'Assemblée législative du Québec le 18 novembre. Jusqu'au décès de Duplessis, le 7 septembre 1959, Lapalme lui fera face à l'Assemblée législative et le combattra sans merci dans et hors l'arène parlementaire.

###### Entre Duplessis et St-Laurent: combattre sur deux fronts

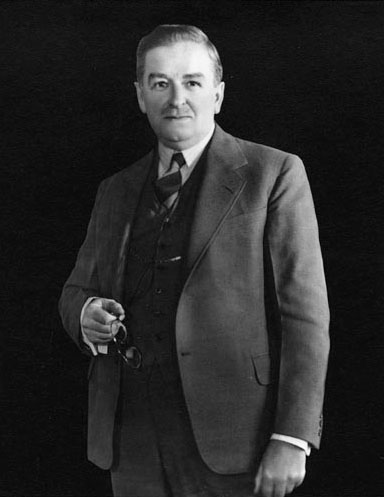
Maurice Duplessis, premier ministre du Québec (1936-1939, 1944-1959).

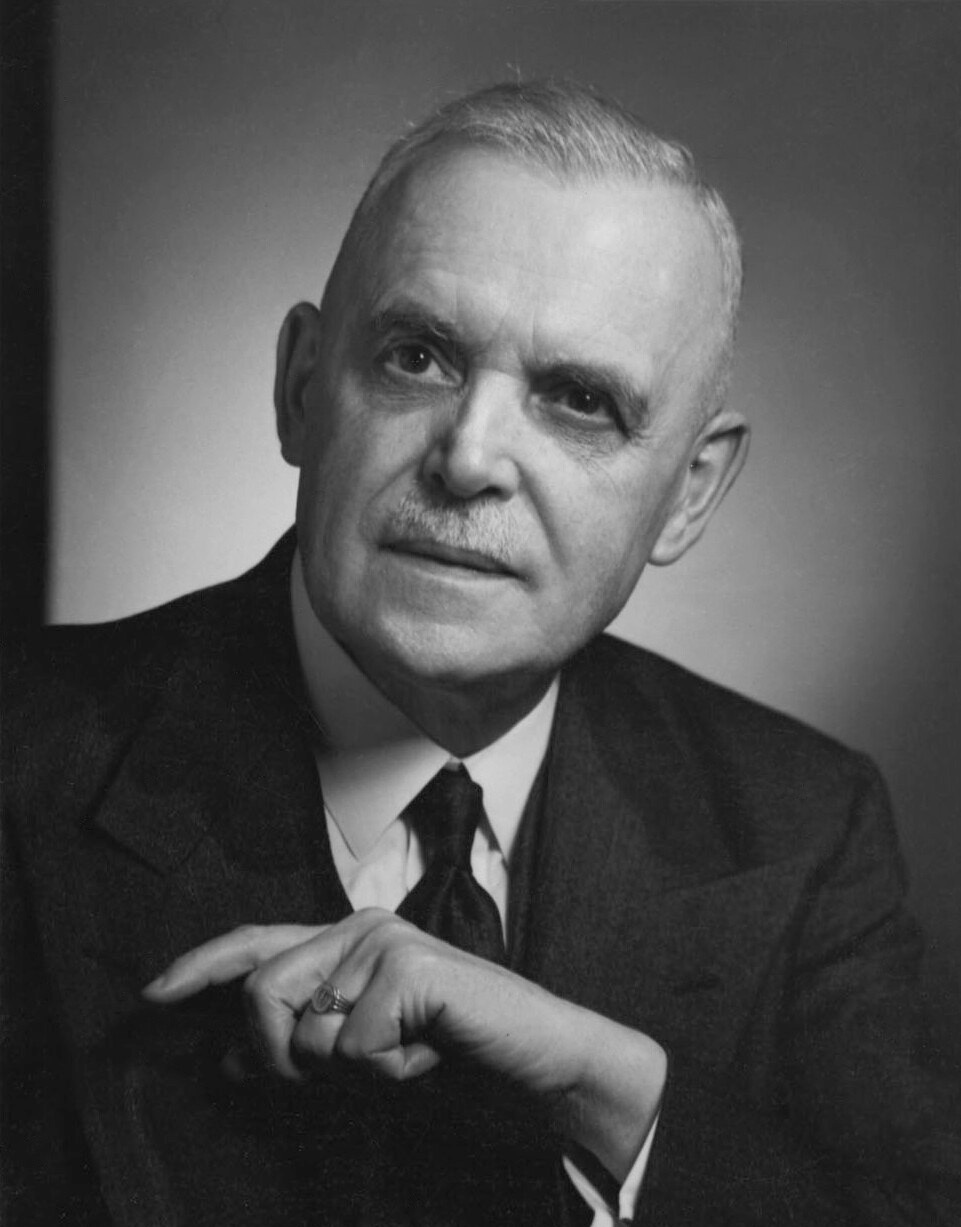
Louis St-Laurent, premier ministre du Canada (1948-1957).

Il est important de noter que, durant ces années, il aura plus d'une fois à combattre sur deux fronts : non seulement contre Duplessis, mais aussi contre le Parti libéral fédéral qui forme le gouvernement fédéral, à la suite du triomphe de Louis St-Laurent réélu le 10 aout 1953. Ainsi, en septembre 1953, le Parti libéral fédéral veut fermer les bureaux de l'organisation provinciale à Montréal. Lapalme refuse et trouve les moyens financiers pour les maintenir. Cela s'ajoute à un comportement de députés libéraux du Québec au Parlement fédéral porté à la connaissance de Lapalme dès le début de novembre 1951. Il reçoit une lettre d'un organisateur libéral du comté de Montmagny qui évoque à Lapalme les collaborations électorales entre députés libéraux fédéraux et députés québécois de l'Union nationale, problème qui confrontera souvent Lapalme par la suite. Il y a, en quelque sorte, un pacte tacite de non-agression entre l'Union nationale et Parti libéral fédéral. Lapalme décrit cette situation dans ses mémoires : « Cette lettre préfigurait un avenir que des contextes locaux rendraient périlleux dans différents endroits […] Ce fut, dans l'histoire de notre parti, la grande période de la fameuse collaboration ». Encore en mars 1956, Lapalme convoquera une réunion des députés libéraux des deux parlements pour régler ce problème. Par ailleurs, un certain nombre de députés libéraux fédéraux et des ténors du parti n'aiment pas les positions que Lapalme prend sur le thème de la justice sociale, comme sur le droit des travailleurs en matière de syndicalisation et de négociations collectives des conditions de travail. Lapalme a promis à plusieurs reprises de faire adopter un véritable code du travail.
Outre les complaisances de certains libéraux fédéraux pour l'Union nationale, il y a celles du gouvernement fédéral et du premier ministre St-Laurent pour les politiques du gouvernement Duplessis. Le premier ministre fédéral a déjà salué la manière dont le gouvernement Duplessis gérait l'exploitation des ressources naturelles du Québec en acceptant leur exportation plutôt que de les faire transformer sur place comme le propose le Parti libéral du Québec. Toutefois, Lapalme sera plus gravement trahi par le gouvernement libéral fédéral.
En effet, en début de 1954, le premier ministre Duplessis propose un projet de loi instituant un impôt provincial sur le revenu, dans un contexte où la loi fédérale permet aux contribuables de déduire de leur revenu imposable jusqu'à 5 % versé à titre d'impôt provincial. L'opposition libérale à l'Assemblée législative vote contre le projet sur la base d'assurances fournies plus d'une fois par le gouvernement libéral fédéral que ce dernier ne permettra pas de déduire du revenu imposable fédéral la totalité de l'impôt que pourrait percevoir le gouvernement provincial mais au plus la tranche de 5 % disponible pour toutes les provinces. Pourtant, en janvier 1955, le gouvernement fédéral accepte la déduction du revenu imposable du contribuable de la totalité de l'impôt que ce contribuable aura payé au gouvernement provincial. C'est un triomphe pour Duplessis et à la fois une défaite politique et une cuisante humiliation pour les libéraux québécois. Les libéraux fédéraux ont tout simplement trahi les libéraux québécois de Lapalme,.

###### Une politique de réforme
À titre de chef de l'opposition officielle, Lapalme, avec la collaboration de ses députés, met de l'avant de multiples éléments de réforme économique, sociale et politique culturelle. Il plaide pour une politique économique plus rationnelle : transformation au Québec des ressources naturelles extraites de son sol, développement du soutien à l'agriculture, gestion plus rigoureuse des fonds publics, plan de développement du réseau routier, soutien publicitaire accru pour l’industrie touristique.
Il se soucie de son idéal de justice sociale : aide aux invalides et aux mères nécessiteuses, accès accru à l'habitation, code du travail plus juste pour les classes ouvrières (tout en dénonçant et en combattant les lois anti-syndicales du gouvernement), subventions statutaires aux commissions scolaires, gratuité scolaire.
Il réclame des réformes politiques : mise en place d'une fonction publique professionnelle et non-partisane, révision de la carte électorale, journal des débats de l'Assemblée législative, et dès 1954 ouverture de délégations du Québec à l'étranger, d'abord à Paris et à Londres. Ces idées sont formulées notamment dans des interventions à l'Assemblée législative et elles prépareront le programme présenté par le parti aux élections de 1956 et de 1960. Par ailleurs, pour Lapalme, le gouvernement de l'Union nationale manque de moralité et gère mal les fonds publics, et l'« autonomie provinciale » de Duplessis est un écran de fumée pour cacher son inaction dans de nombreux domaines.

###### Développement du parti: la Fédération libérale du Québec
Le développement du parti demeure une des priorités de Lapalme. Ainsi, en mars 1955, le journal hebdomadaire du Parti libéral du Québec, La Réforme, est lancé,. Surtout, les 4 et 5 novembre, au terme de longs et patients travaux menés par Lapalme et son équipe se tient, avec la présence de 2 400 militants, le congrès de fondation de la Fédération libérale du Québec. Lapalme y prononce d'importants discours à l'ouverture et à la clôture du congrès sur le sens de cette réforme qui démocratise le parti et permet à ses militants d'y jouer un rôle actif. Il invite à s'unir tous les opposants du gouvernement de l'Union nationale. Le congrès permet aussi l'adoption de plusieurs résolutions qui formeront la base du programme du parti pour les élections de 1956,,.
Cependant, une fois ces élections déclenchées, Lapalme s'y engage sans enthousiasme. Comme il l'avouera dans ses mémoires une décennie plus tard : « En 1956, je ne croyais pas à la victoire. C'était un bien mauvais départ pour un chef ».
Malgré ses doutes intimes, Lapalme mène une vigoureuse campagne électorale notamment par une tournée du Québec. En plus, à compter de la fin de mai et jusqu'aux derniers jours de campagne électorale, Lapalme prononce une vingtaine de causeries radiophoniques quotidiennes. Dans ses interventions, il peut exploiter le programme du parti publié dans la brochure Le parti libéral : sa doctrine, ses buts, son programme. Lapalme au pouvoir. Le 20 juin 1956, Lapalme est réélu comme député, mais les libéraux sont défaits au terme d'une campagne électorale marquée de nombreuses irrégularités et de manœuvres frauduleuses. Le parti perd deux sièges, et sa proportion du vote diminue de 1 %.

###### Un chef ébranlé
À la suite de cette amère défaite, le 3 juillet 1956, lors d'une réunion du caucus des députés libéraux élus le 20 juin, Lapalme déclare sa décision « irrévocable » de démissionner. Dans les semaines qui suivent, plusieurs, tant ses députés que des ministres fédéraux, ceux-ci étant destinés à aller prochainement en élections générales, font pression sur Lapalme pour qu'il demeure en poste. Le 14 août, Lapalme réitère devant le comité exécutif de la Fédération libérale provinciale sa démission. La démission est acceptée, mais il est décidé d'en différer l'annonce. De plus, il est établi que le chef conserve le droit de revenir sur sa décision. Pendant les deux années suivant les élections du 20 juin, Lapalme entendra des voix multiples lui demandant de demeurer en poste mais saura aussi que des libéraux s'activent pour préparer sa succession et même lui succéder eux-mêmes.
À l'automne 1956, Lapalme a des problèmes de santé, qui le tiennent à l'écart de ses fonctions de chef. Après une opération chirurgicale, il entreprend une longue convalescence. Il ne participera pas à la première session de l'Assemblée législative élue le 20 juin 1956. Il ne reviendra au travail qu’à la fin d'avril 1957. Cependant, son leadership est déjà de plus en plus érodé, et ce phénomène ira en s’accentuant comme en font foi les faits suivants.

###### Fin de la direction du Parti libéral du Québec
La conjoncture politique fédérale accélère le processus qui conduira au départ de Lapalme de la direction du PLQ.
Le 10 juin 1957, les élections fédérales chassent le gouvernement libéral, au pouvoir depuis 1935. La perte du pouvoir amène certains libéraux fédéraux, comme l'ex-ministre Jean Lesage, à s'intéresser davantage à la succession de Lapalme et d'autres à voir en lui un chef potentiel très intéressant. Le gouvernement conservateur étant minoritaire, Lesage demeure toutefois réservé en nourrissant l'espoir que les libéraux fédéraux pourront peut-être reprendre le pouvoir à la faveur d'élections anticipées résultant d'un vote de non-confiance envers le gouvernement conservateur. Le 19 septembre, la victoire de candidats de l'Union nationale lors de quatre élections complémentaires fragilise davantage la position de Lapalme, notamment chez les jeunes libéraux, qui seront appelés, selon leur président, à discuter une motion demandant la démission du chef du parti libéral.
Le 9 octobre 1957, le comité exécutif de la Fédération libérale provinciale adopte une motion de confiance envers le chef Lapalme, moins deux votes contre, ceux de John Pepper (président des Jeunes libéraux) et de Paul Gérin-Lajoie. Trois semaines plus tard, par un vote de 59 à 43, les Jeunes libéraux adoptent une résolution demandant la tenue d'un congrès pour élire un nouveau chef bien que Lapalme ait déjà offert sa démission au Comité exécutif de la Fédération libérale du Québec.
Lapalme décide donc de crever l'abcès. À l'ouverture du troisième congrès de la Fédération libérale, le 9 novembre, Lapalme annonce qu'il convoque un congrès pour régler tous les problèmes du parti et notamment pour déterminer « le choix d'un chef » tout en laissant « régner l'incertitude à [s]on sujet ». En fait, un « Comité Georges-Lapalme » se constituera de personnes désireuses d'assurer le maintien du leadership de Lapalme.
Encore une fois, la politique fédérale interfère avec la politique québécoise. Le 31 mars 1958, des élections fédérales provoquées par un vote de non-confiance envers le gouvernement minoritaire reportent au pouvoir le premier ministre John Diefenbaker avec 208 députés, et les libéraux n'en conservent que 48. Cela réactive la perspective d'une candidature de Lesage à la succession de Lapalme. Dans les semaines qui suivent, des pressions s'exercent sur Lapalme pour qu'il laisse la place libre à Lesage. Lapalme décide en avril de quitter. Déjà, d'autres candidats au leadership se sont manifestés.
Pour éviter une course déchirante à la chefferie, des tractations ont lieu et aboutissent à un compromis entre les réformistes et les partisans de Lesage. Lapalme se retire effectivement au profit de Lesage dont Il sera le second. La Fédération libérale, l'hebdomadaire La Réforme et le programme sont préservés et plusieurs réformistes dans la direction du parti demeurent en poste. En plus, Lapalme demeurera chef de l'opposition parlementaire jusqu'aux élections.
Lapalme sort ainsi le plus dignement de sa position de chef. Le 30 mai à Québec, à l'ouverture du congrès de la Fédération libérale, Lapalme prononce un discours marquant exhortant les membres du parti à demeurer réformistes en posant une question très claire : « À quoi bon le pouvoir s'il débouche sur un simple changement de gouvernement? D'où la nécessité de faire du Parti libéral l'instrument d'une nouvelle société ». Le lendemain, Lesage est élu chef du Parti libéral du Québec.

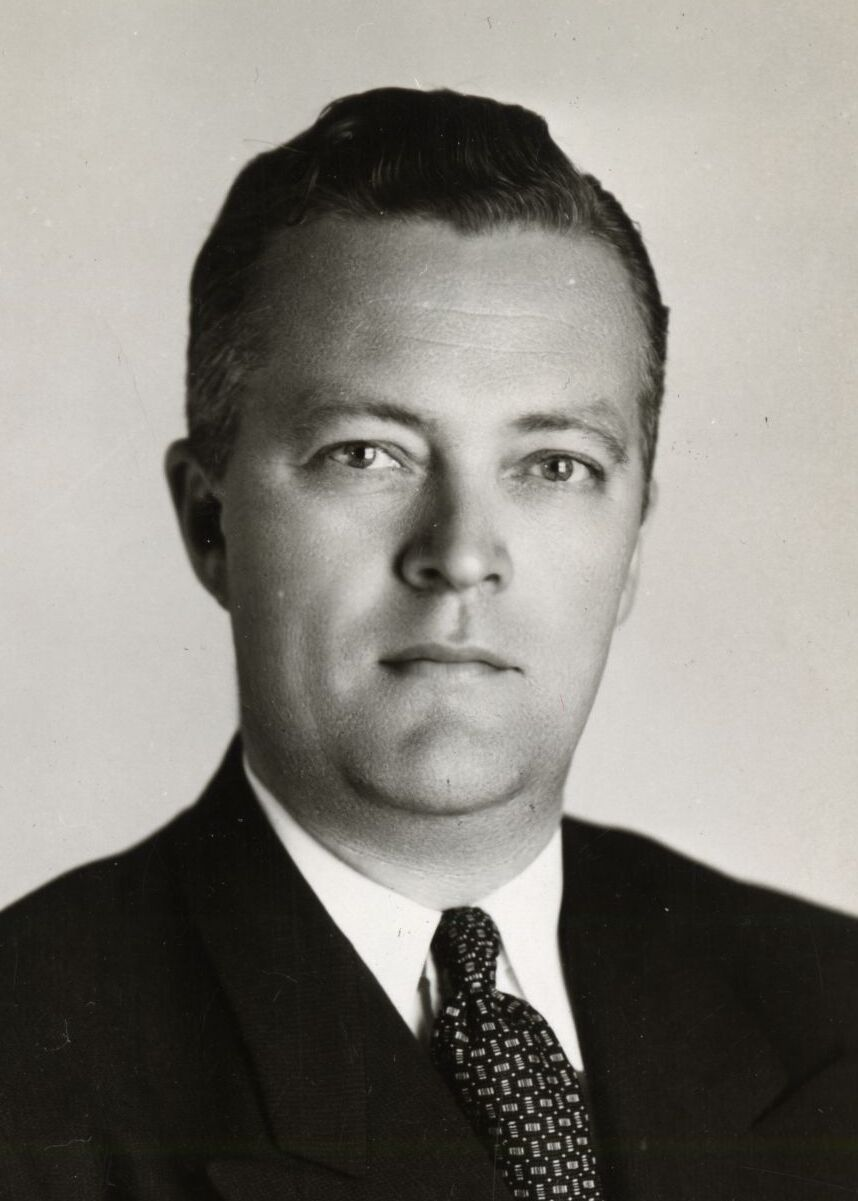
Jean Lesage succède à Georges-Émile Lapalme comme chef du Parti libéral en mai 1958.

###### Un chef de l'opposition construisant le programme de la Révolution tranquille
Libéré de la direction du parti qui lui était de plus en plus contestée, confirmé comme chef de l'opposition officielle, Lapalme demeure engagé à fond dans ce rôle tout en contribuant à construire le programme politique de la Révolution tranquille.
Dans de multiples interventions tant à l'Assemblée législative qu'à d’autres tribunes, par des discours substantiels, Lapalme reprend, renforce, raffine et enrichit des grandes idées de réformes qu'il martèle depuis son entrée à l'Assemblée législative. Il critique la gestion opaque et abusivement partisane et électoraliste d'un gouvernement, qui cache de nombreuses informations aux parlementaires, particulièrement en matière budgétaire. Il signale comment ce gouvernement laisse le Québec accumuler les retards par rapport à l'Ontario.
Au-delà de la critique, Lapalme propose aussi un vaste programme de réformes. Pour l'économie, il veut une sidérurgie pour transformer ici le minerai de fer, un plan d'ensemble du réseau routier, un conseil d'orientation économique et un meilleur soutien à l'industrie touristique. Pour l'éducation, il préconise, par exemple, des subventions statutaires aux commissions scolaires, collèges et universités et la gratuité scolaire pour les élèves. Pour la culture, il est pour, par exemple, la protection et l'amélioration de la langue française et la création d'un bureau d’urbanisme pour protéger la patrimoine construit. En politique, il pense, par exemple, dépolitiser la police provinciale, instituer un journal des débats parlementaires, recourir à des appels d'offres publics pour les contrats du gouvernement, réformer la loi et la carte électorales et ouvrir des délégations du Québec à l'étranger dont à Paris.

###### L'essaiPour une politiqueet le programme du Parti libéral pour les élections de 1960
La réflexion de Lapalme va au-delà des discours. À l'été 1959, au retour d’un long voyage en Europe, Lapalme a l'idée de rédiger un essai en deux volumes qui sera intitulé Pour une politique. Existant en une vingtaine de copies réservées aux dirigeants du parti, le document (qui ne sera publié qu’après le décès de son auteur) servira de base au programme du Parti libéral pour les élections de 1960. C'est à Lapalme que Lesage demande de rédiger ce programme électoral : « Vers minuit, Lesage déclara : "Le programme, il est tout fait. C'est Georges qui l'a écrit dans deux volumes. Je lui demande de le condenser pour l'élection". Le surlendemain, je lui remettais, dans la forme du code civil annotée, ce qui devint : 1960. Le programme politique du Parti libéral du Québec ».
Le 7 septembre 1959, Duplessis meurt. Son successeur, Paul Sauvé, entreprend de régler des dossiers que son vieux chef avait refusé de faire aboutir. Quand prend fin la session parlementaire de l'automne 1959, Sauvé a tellement impressionné l'opinion que l'Union nationale peut espérer la victoire aux élections de 1960 malgré la disparition de Duplessis et l'usure de quinze années de pouvoir. Cependant, le 2 janvier 1960, Sauvé meurt subitement. Son successeur, Antonio Barrette, échappera le pouvoir bien que de peu. Le Parti libéral de Lesage remporte les élections du 22 juin 1960.

#### Les années au pouvoir (1960-1964)
Au début du troisième tome de ses mémoires, Lapalme écrit : « Le pouvoir m'a été le désenchantement vivant et peut-être ma plus grande erreur [...] Dans les amoncellements des travaux et des jours, le pouvoir ne m'a jamais rendu heureux. C'est clair. C'est net, c'est cela ».
Le 5 juillet, lors de l'assermentation du gouvernement Lesage. Lapalme est nommé vice-premier ministre et procureur général (ou ministre de la Justice, poste qu'il conservera jusqu'au 8 août 1963). Il accepte cette double nomination même s'il a d'autres gouts ministériels. En effet, dans le programme électoral qu'il rédige à la demande de Lesage, l'article 1 se lit : « Création d'un MINISTÈRE DES AFFAIRES CULTURELLES » . C'est un tel ministère qu'il rêve de diriger. Le ministère est créé le 24 mars 1961. Lapalme est assermenté à ce poste le 1er avril.
Malgré son jugement sévère sur le désenchantement que lui a procuré l'exercice du pouvoir, l'œuvre ministérielle de Lapalme n'est pas négligeable dans l'un et l'autre des ministères dont il a assumé la responsabilité.

##### Réformes de l'administration de la justice
À titre de procureur général responsable de l'administration de la justice dans ses multiples dimensions, Lapalme intervient de multiples manières pour réformer en profondeur et pour dépolitiser ce domaine de responsabilités gouvernementales.

###### Réforme de la police
Il veut d'abord dépolitiser et professionnaliser la police du Québec. Dès son entrée en poste, il fait nommer à titre de directeur du corps policier un ex-haut gradé de la Gendarmerie royale du Canada, qui en avait créé le service de sécurité, Josaphat Brunet, et le charge de travailler à la réforme de l'organisation. Lapalme présente et fait adopter une nouvelle loi régissant ce qui s'appelle désormais la Sûreté provinciale du Québec.

###### Réforme du commerce de l’alcool
Ayant souvent dénoncé à titre de chef de l'opposition officielle comment le gouvernement de Duplessis faisait preuve de laxisme dans l'application de la loi sur le commerce de l'alcool en tolérant le fonctionnement de nombreux débits opérant sans le permis requis en principe par la loi, ce dont le parti politique de l'Union nationale tirait divers avantages monétaires ou autres, Lapalme, dès le 14 juillet 1960, annonce la fin du régime de tolérance.
Il fait aussi préparer et adopter un projet de loi substituant à la « Commission des liqueurs » établie durant les années 1920 un organisme, appelé Régie des alcools, qui a une double vocation d'émission de permis pour opérer des lieux vendant légalement les boissons alcooliques et d'établissement de magasins vendant en libre-service vins, bières et spiritueux.

###### Des procureurs de la Couronne permanents
Lapalme procède à une autre réforme très importante en matière d'administration de la justice en accordant aux « substituts du Procureur général », ou avocats procureurs agissant au nom de l'État en poursuites de justice civile et criminelle, un statut de fonctionnaires. Cela rompt ainsi avec la pratique d'accorder à des avocats cette fonction pour services rendus en politique, ce qui entrainait des changements massifs de titulaires de cette fonction lors de changements de gouvernements. Il fait aussi adopter une loi régissant les « agences de sécurité » privées.

###### Fin de la censure des films
Par ailleurs, à la frontière de l'administration de la justice et des affaires culturelles, Lapalme crée en 1961 le « Comité provisoire pour l'étude de la censure du cinéma » dont il confie la présidence à un philosophe appartenant à l'ordre des Dominicains, Louis-Marie Régis. Le rapport remis en 1962 par ce comité, propose de rompre avec la pratique de l'organisme gouvernemental chargé de surveiller les films projetés en public, de procéder à des coupures autoritaires des parties des films jugés « offensantes » pour la moralité, et de mettre en place plutôt un système de classement des films pour différents groupes d'âge. Cela conduira en 1967 à l'adoption d'une loi sur le cinéma.
Le 8 aout 1963, Lapalme obtient du premier ministre Lesage d'être libéré de ses responsabilités de ministre procureur général du Québec pour pouvoir se consacrer uniquement au ministère des Affaires culturelles. Toutefois, l'œuvre de modernisation et de réforme de l'administration de la justice de Lapalme est une composante importante de la Révolution tranquille.

##### La délégation du Québec à Paris
Avant même la création du ministère des Affaires culturelles, Lapalme entreprend de réaliser un projet qui lui est cher et qu'il a défendu depuis 1954 à l'Assemblée législative. En septembre 1960, en voyage de vacances avec un ami, Me Maurice Riel, et leurs conjointes, Lapalme rencontre à Paris le ministre français des Affaires culturelles, un prestigieux écrivain et compagnon du général de Gaulle, André Malraux, pour discuter de l'ouverture dans la capitale française d'une « Maison du Québec ». La rencontre a été organisée, indépendamment de l'Ambassade du Canada à laquelle Lapalme ne veut pas recourir, par un compagnon de l'ordre de la Libération, Jacques Robert, qui est un client français de Riel.
Selon Riel, Malraux encourage Lapalme : « Allez de l'avant avec votre projet, ouvrez cette Maison du Québec dont vous parlez, établissez-vous à Paris et nous irons à votre rencontre ». Il fait rapport de sa rencontre au conseil des ministres le 2 novembre et moins d’un an plus tard, le 5 octobre 1961, la Délégation générale du Québec est officiellement inaugurée à Paris en présence du ministre Malraux qui prononce un discours au nom de la France. Un déjeuner est ensuite offert par le premier ministre français à Matignon. Le même jour, le premier ministre Lesage et son vice-premier ministre et ministre des Affaires culturelles, Lapalme, sont reçus à l'Assemblée nationale puis à l'Élysée par le président Charles de Gaulle pour un dîner officiel. De Gaulle leur assure aussi le rarissime privilège d'une réception à l'Académie française.

##### Création du ministère des affaires culturelles
Le pouvoir, qui l'a tellement déçu, permet tout de même à Lapalme de réaliser l'une de ses plus grandes ambitions politiques : la création d'un ministère voué au développement de la culture québécoise et le déploiement d'une action culturelle par l'État.

###### Un ministère inédit
Le projet de Lapalme consiste à doter le gouvernement du Québec d'un ministère inédit au Canada et en Amérique du Nord. La loi créant le ministère des Affaires culturelles est sanctionnée le 24 mars 1961. Elle donne au ministre juridiction sur les musées et bibliothèques provinciaux, sur les archives nationales, sur les conservatoires de musique et de théâtre et sur les concours littéraires, artistiques et scientifiques du Québec, avec aussi le mandat de « favoriser l'épanouissement des arts et des lettres dans la province et de leur rayonnement à l'extérieur ».
De plus, la loi crée quatre des cinq organismes prévus à l'article 1 du programme libéral de 1960, soit l'Office de la langue française, le Service du Canada français d'outre frontières, le Conseil provincial des arts et la Commission des monuments historiques (qui poursuit un organisme institué en 1922). Les trois premiers de ces organismes seront mis en place sous le mandat de Lapalme.

###### Réalisations d’une action culturelle gouvernementale
En peu de temps et outre la mise en place du ministère des Affaires culturelles, plusieurs réalisations résultent de l'action du ministre Lapalme et de son ministère. En 1962, l'Assemblée législative adopte une loi de l'assurance édition, au soutien des éditeurs québécois. De plus, une Commission d'enquête sur le commerce du livre est mandatée de faire rapport sur cet enjeu, rapport remis en 1964 et le ministère procède à des achats importants de livres publiés au Québec. Des expositions d'art québécois contemporain ont lieu à Bordeaux et à Spolète en 1962 et un musée public d'art contemporain est fondé à Montréal en 1964.
Lapalme est très présent lui-même dans de multiples activités et évènements culturels et intervient régulièrement sur la place publique au Québec et hors les frontières sur des enjeux liés à la langue française et à l'identité culturelle du Québec. Cependant, il souffre du peu d'intérêt du gouvernement pour la culture, qui est pour lui, avec la langue, une composante essentielle de l'identité québécoise. Cela se traduit par un manque de budget chronique. De plus, son ministère est victime de contrôles tatillons de la part de fonctionnaires du Conseil du trésor, qui s'objectent, par exemple, à l'achat de peintures québécoise contemporaines.
À l'été 1963, il annonce une démission, que le premier ministre refuse. La visite prévue du ministre Malraux en octobre 1963 persuade Lapalme de demeurer en poste. Au cours de cette visite, il accompagne son homologue français dans une importante et souvent brillante tournée culturelle à Québec et à Montréal. Cependant, excédé de difficultés qu'on lui fait et désenchanté de l'évolution du gouvernement auquel il appartient, le 3 septembre 1964, par une lettre au premier ministre Lesage, Lapalme démissionne comme ministre des Affaires culturelles.

##### Un ministre influent
Par-delà les dossiers de ses deux ministères, Lapalme joue un rôle important dans la vie du gouvernement Lesage, du moins jusqu'à l'été 1963. Il intervient en chambre à l'appui de projets gouvernementaux majeurs, telle la loi sur l'assurance-hospitalisation, la création d'un ministère des ressources naturelles, la création de la commission d'enquête sur l'enseignement, l'institution d'un Conseil d'orientation économique. Toutefois, sa contribution la plus importante est survenue lors de la célèbre réunion du conseil des ministres dans un chalet gouvernemental au lac à l'Épaule les 4 et 5 septembre 1962. Comme l'écrira René Lévesque dans ses mémoires, Lapalme lui a apporté l'appui décisif dont il avait besoin pour convaincre Lesage et une bonne partie de son gouvernement du bien-fondé du projet de nationaliser toutes les compagnies privées de production et de distribution d'électricité au Québec pour créer un Hydro-Québec complet.

#### Legs
Malgré la fin pénible de sa carrière politique, Lapalme laisse trois legs importants et durables au Québec : la création d'un nouveau modèle de parti politique avec la Fédération libérale du Québec faisant large place aux militantes et militants, la création d'un ministère des affaires culturelles et la création de la Délégation générale du Québec à Paris.
Le lendemain de la mort de Lapalme, le premier ministre Lévesque le décrit comme le « père de cette révolution tranquille dont nous sommes les héritiers ».

### Autres activités
À la suite de sa démission comme ministre, Lapalme demeure député de Montréal-Outremont jusqu'aux élections du 5 juin 1966. Après cette date, il assume diverses fonctions, souvent pour des périodes assez brèves : conseiller culturel à Terre des Hommes (suite d'Expo 67), directeur du pavillon de la France puis commissaire de 1967 à 1972 ; président de la Société de développement de l'industrie cinématographique canadienne en 1968 ; président et juge de la Cour de la citoyenneté de Montréal, de 1969 à 1971. L'activité la plus importante assumée par Lapalme est, à compter de 1972, la présidence de la Commission des biens culturels du Québec, qu'il occupera jusqu'en 1978, avant d'être conseiller spécial auprès de la Commission jusqu'en 1980. En 1976, il refuse d'être décoré officier de l'Ordre du Canada.
Dès le 20 janvier 1966, Lapalme entreprend la rédaction de son autobiographie, qui sera publiée en trois tomes en 1969, 1970 et 1973.

### Mort
Entouré des siens, Lapalme meurt le 5 février 1985 à l'âge de 78 ans. Il est enterré au cimetière Notre-Dame-des-Neiges. Il était l'époux de Maria Langlois (1907-2001) et père de sept enfants.

## Postérité
Le 24 septembre 1990, une rue du quartier de Neufchâtel, à Québec, est nommée en son honneur, De mème que l'édifice Georges-Émile-Lapalme, situé au 955, Grande Allée Ouest, à Québec.
Le prix Georges-Émile-Lapalme du gouvernement du Québec est nommé en son honneur et est remis depuis 1997. Claude Corbo, qui a écrit au début des années 1990 une pièce de théâtre librement inspirée des mémoires de Lapalme qui est remaniée et publiée en 2008 sous le titre de Passion et désenchantement du ministre Lapalme, a aussi sélectionné, édité et présenté deux ouvrages : Georges-Émile Lapalme. Discours et écrits politiques 1945-1981 et Georges-Émile Lapalme. Lecture, littérature et écriture,.

### Monument
Le 7 décembre 2017, un buste de Lapalme est dévoilé par le premier ministre du Québec, Philippe Couillard, pour honorer la mémoire du créateur et premier titulaire du ministère des Affaires culturelles, dorénavant le ministère de la Culture et des Communications. Ce projet de monument commémoratif est réalisé par le ministère de la Culture et des Communications et la Commission de la capitale nationale du Québec. Le buste a été sculpté par l'artiste Michel Binette. Le monument est situé devant l'édifice Guy-Frégault, siège du ministère de la Culture et des Communications.

## Distinctions
Georges-Émile Lapalme reçoit les distinctions suivantes :
- Conseil en loi de la Reine le 20 septembre 1960
- membre de l'Académie septentrionale de France en 1962
- Prix de la langue française de l'Académie française en 1962
- doctorat en droit honoris causa de l'Université Bishop's en 1963
- médaille de l'Ordre des francophones d'Amérique en 1982[104]
- personnage historique désigné en vertu de la Loi sur le patrimoine culturel[105]